# Christiaan van Geelen (1794-1826)
Christiaan van Geelen (Utrecht, 16 september 1794 - aldaar, 13 mei 1826) was een Nederlandse kunstschilder en tekenaar.

## Leven en werk
Van Geelen werd in 1794 in Utrecht geboren als zoon van de kunstschilder Christiaan van Geelen. Hij werd als kunstschilder opgeleid door zijn vader, ook volgde hij een opleiding aan de Utrechtse Stadsakademie. Hij schilderde net als zijn vader portretten, genre- en figuurvoorstellingen. Hij was de leermeester van schilders als de broers Cornelis Willem en Willem Pieter Hoevenaar, Theodoor Soeterik en Margaretha Cornelia Boellaard. Van Geelen was lid van het kunstenaarsgenootschap Kunstliefde in Utrecht. Werk van Van Geelen bevindt zich in het Centraal Museum te Utrecht en in het Rijksmuseum Amsterdam. 
Van Geelen overleed in 1826 op jonge leeftijd - 31 jaar oud - in zijn woonplaats Utrecht.

## Schilderijen

Portret van Gisbertus Voetius
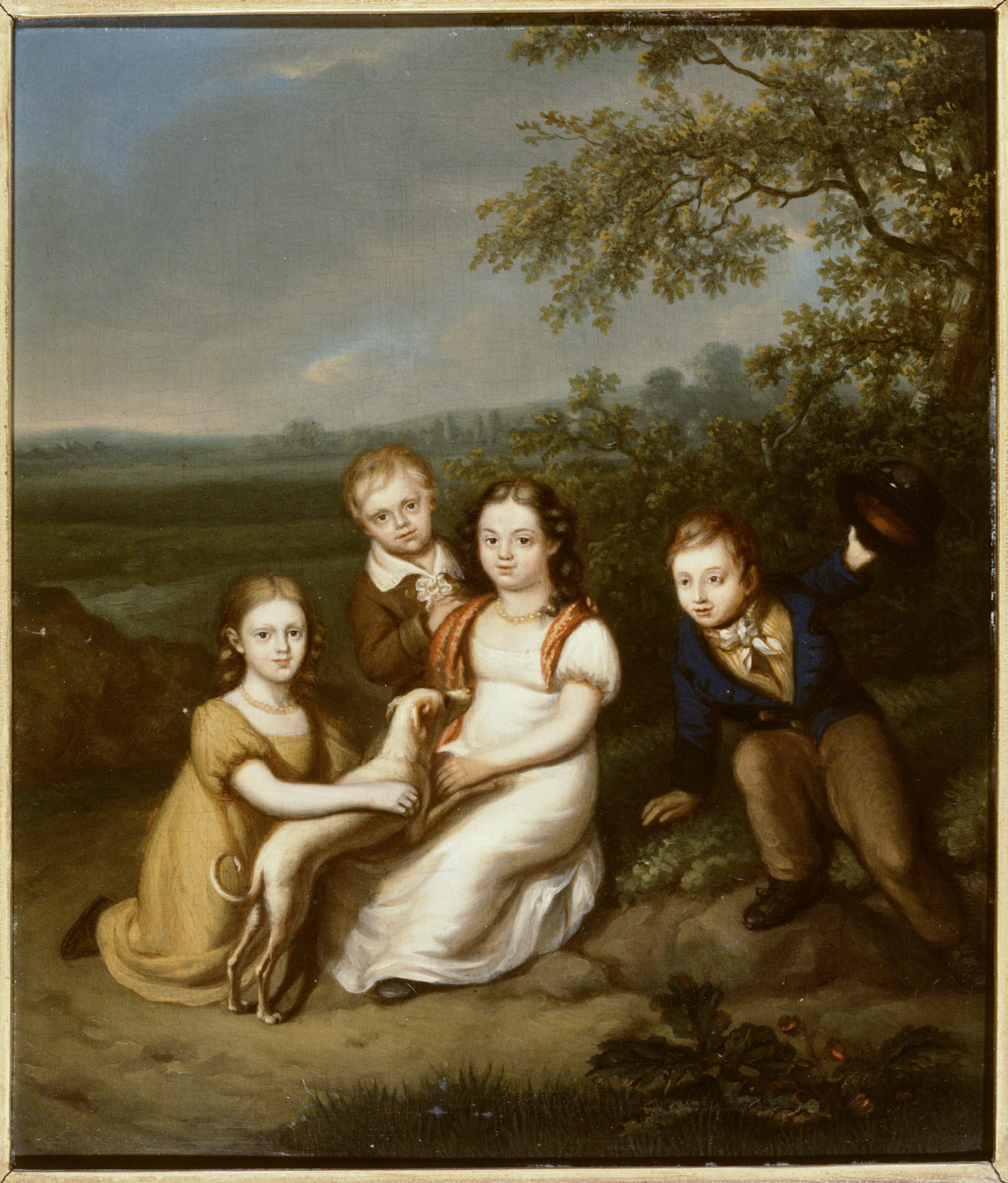
Portret van de kinderen van Nicolaas van Heukelom (1817)